# Charles Émile Achard
Charles Émile Achard (n. 24 iulie 1860 — d. 1944) a fost un medic francez, membru de onoare al Academiei Române.
1. 1 2  Emile ACHARD, Académie nationale de médecine, accesat în 9 octombrie 2017
2. ↑  „Charles Émile Achard”, Gemeinsame Normdatei, accesat în 14 octombrie 2015
3. 1 2 3  Autoritatea BnF, accesat în 10 octombrie 2015
4. ↑  Emile Charles Achard, Baza de date Léonore, accesat în 9 octombrie 2017
5. ↑  „Charles Émile Achard”, Gemeinsame Normdatei, accesat în 25 iunie 2015